# Atomic Train
Atomic Train (conocida en español como Riesgo final) es una película de desastre y suspenso de 1999 que trata sobre una explosión nuclear accidental que destruye la ciudad estadounidense de Denver.

## Trama
La compañía de tratamiento de desechos radiactivos Bradshaw Disposal Services recibe el encargo de transportar una bomba nuclear rusa, y un empleado decide ahorrar dinero escondiéndola en un tren de carga. Dicho tren también está cargado de sustancias químicas peligrosas e inflamables, como sodio metálico, que se enciende espontáneamente al contacto con el agua. El tren sufre un fallo en los frenos y queda fuera de control rumbo a Denver. John Seger, un investigador de la Junta Nacional de Seguridad en el Transporte (NTSB), sube al tren y con la ayuda de los ferroviarios prueba varias formas de detenerlo. Se prueba con varias ideas, tales como acoplar una segunda locomotora al vagón de cola (el mecanismo de acoplamiento del vagón deja de funcionar, lo que también resulta en la muerte de uno de los miembros de la tripulación del tren), un intento de descarrilamiento (abortado a tiempo después de que se revela la catástrofe que los productos químicos causarían si se enciende) en el cual un helicóptero evita por poco ser arrollado, y finalmente, un intento de activar los frenos manualmente (al golpear una parte del mecanismo del motor con una llave). El intento final funciona con éxito pero es efímero. La segunda locomotora, inconsciente de la desaceleración del tren y acercándose a toda velocidad, no logra evitar chocar contra el furgón (matando a un miembro de la tripulación herido en el proceso). La fuerza hace quemar los frenos, esta vez para siempre, haciendo que el tren se acelere una vez más. Mientras tanto, los residentes de Denver luchan por recoger a sus familias y luego se van de la ciudad, a pesar de los alborotadores, los saqueos y los atascos. Al darse cuenta de que no hay forma de detenerlo, John y el maquinista Wally (que inicialmente se mostró reacio) abandonan el tren saltando antes de que pueda acelerar demasiado.
El tren descarrila y se convierte en un terrible desastre. Al descubrir la muy inestable bomba a bordo, los bomberos luchan por extinguir el fuego en el sitio del accidente. Después de darse cuenta de que el sodio metálico está en el tren, los bomberos y los equipos NEST se retiran para evaluar una estrategia. Mientras tanto, todos los aviones de combate contra incendios están convocados. La mala interpretación de una llamada de radio a un helicóptero de lanzamiento de agua lo lleva a descargar su carga de agua en los restos. El agua entra en contacto con el sodio metálico, que explota y a su vez hace que la bomba nuclear detone. La explosión causa graves daños en todo Denver y libera un pulso electromagnético. No funcionan los automóviles, no hay electricidad y cualquier cosa programada a computadora está inservible.
Tras la explosión, Denver yace en ruinas. John (que regresó a la ciudad en helicóptero) intenta sacar a su familia de Denver antes de que comience la lluvia radiactiva. Después de encontrar un automóvil que funciona y tras lamentables reveses, John finalmente se reúne con su familia en un campamento de refugiados de FEMA en Eminence, Kansas.

## Reparto
- Rob Lowe como John Seger
- Kristin Davis como Megan Seger
- Esai Morales como Noris 'Mac' MacKenzie
- John Finn como Wally Phister
- Mena Suvari como Grace Seger
- Edward Herrmann como el presidente Fellwick

## Recepción
La película ha sido valorada en el Internet en el portal cinematográfico IMDb. Con 2.300 votos registrados al respecto, la obra cinematográfica obtiene en ese portal una media ponderada de 4,7 sobre 10.